# Aurélien Passeron
Aurélien Passeron (født 19. januar 1984) er en fransk tidligere professionel cykelrytter, som cyklede for det professionelle cykelhold Saunier Duval-Scott i 2008.